# Monoskop

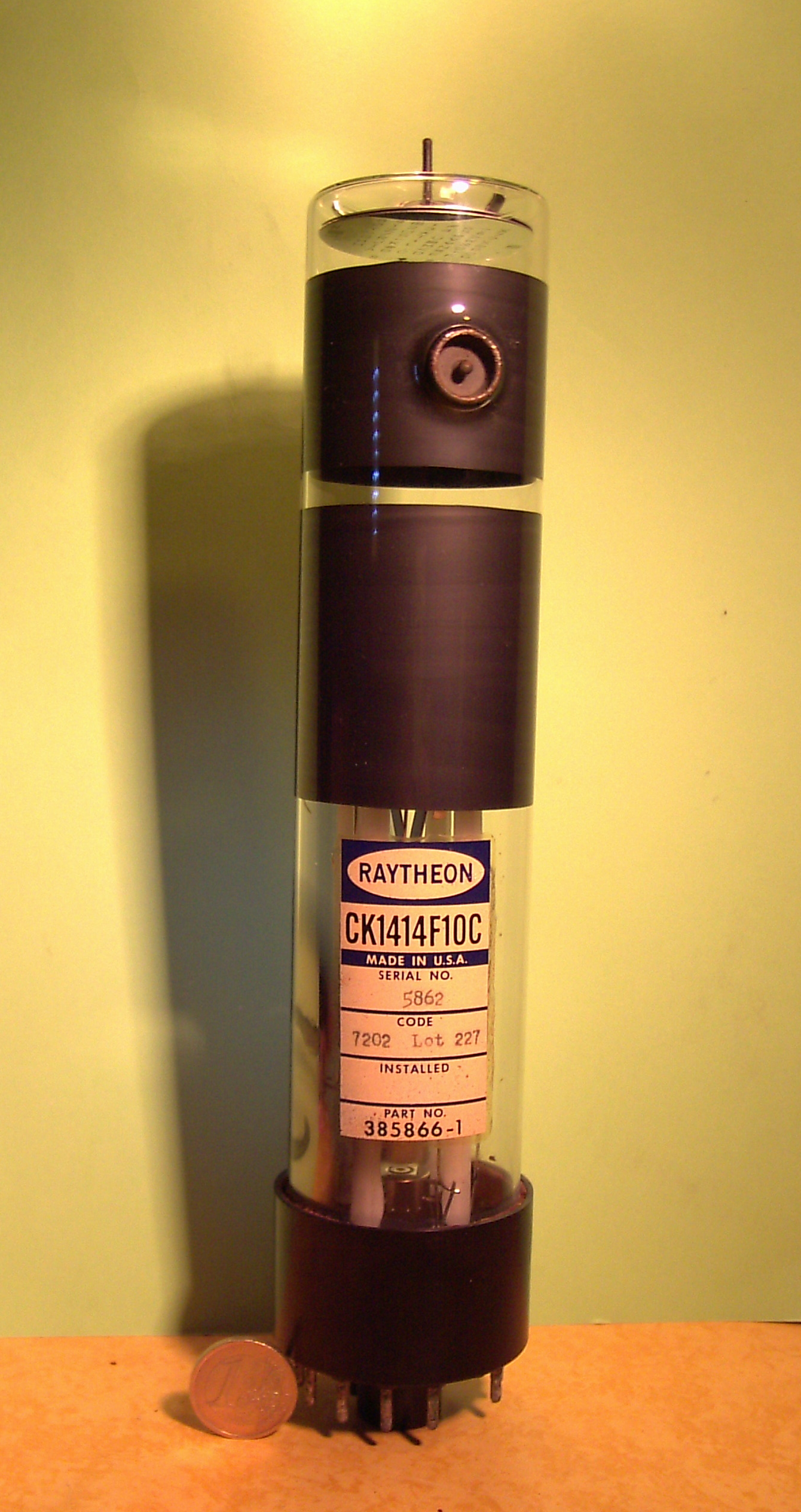
Elektronka monoskop

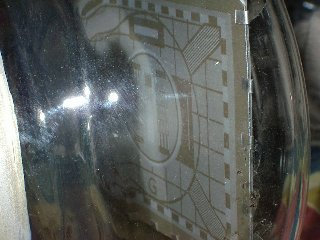
Detail katody elektronky

Monoskop je označení pro speciální elektronku, která sloužila jako generátor televizního zkušebního obrazce pro nastavení televizní kamery, monitoru a přijímače.
Nehledě na zdánlivou jednoduchost obrazce totiž monoskopy představovaly zcela komplexní nástroj pro velmi přesné naladění obrazové části televizního přijímače – rozlišovací schopnost ve svislém i vodorovném směru, jas, kontrast, geometrické zkreslení, přesnost synchronizace atd.
I poté, co tato elektronka přestala být používána, zůstalo v češtině a některých dalších jazycích (slovenštině, maďarštině, italštině) toto slovo jako označení pro samotný televizní zkušební obrazec, ať již snímaný kamerou z papírové předlohy nebo generovaný jiným zařízením. Ve většině jiných jazyků se pro kontrolní obrazec slovo „monoskop“ nepoužívá.